# Opalimosina czernyi
Opalimosina czernyi är en tvåvingeart som först beskrevs av Oswald Duda 1918.  Opalimosina czernyi ingår i släktet Opalimosina, och familjen hoppflugor. Arten har ej påträffats i Sverige.